# 샤이엔 잭슨
샤이엔 잭슨(Cheyenne Jackson, 1975년 7월 12일 ~ )은 미국의 배우이다.

## 경력
1975년 7월 12일, 아이다호주에서 태어나 워싱턴주 뉴포트에서 자랐다. 아버지는 미국 원주민이며, 베트남 전쟁에 참가한 재향 군인이었다. 시애틀에서 연극 활동에 종사하고 2002년에 뉴욕으로 옮겼다. 주로 연극, 뮤지컬에서 활약하고 있으며, 가수로는 2009년에 마이클 파인스테인과 함께 음반 "The Power Of Two"를 발표했다. 잭슨은 게이임을 공표하고, 인권과 에이즈에 관한 활동을 하고있다.